# Guido Capello (vescovo)
Guido Capello (anche Guido da Capello) (Vicenza, ... – Bologna, 1332) è stato un vescovo cattolico italiano.

## Biografia
Appartenente ad una nobile famiglia vicentina, Guido Capello nacque probabilmente a Vicenza nella seconda metà del XIII secolo; anche se noto con questo cognome, due cronisti (il Barbarano e Angiolgabriello di Santa Maria) lo ritengono discendente dai Capello solo per parte materna, mentre il padre, Gilberto, sarebbe stato un Maltraversi dei conti di Montebello.
Entrato nell'Ordine dei predicatori, Guido divenne provinciale della Lombardia inferiore e nel 1301, nominato da papa Bonifacio VIII "inquisitor haereticae pravitatis in provincia Lombardiae et Marchia Januensi", giudicò il caso di Armanno Pungilupi, morto a Ferrara nel 1269  e considerato già santo dal popolo, convinto che molti miracoli fossero stati operati dal Pungilupi dopo la morte. Per ben cinque volte (nello stesso anno della morte, il 1269, due volte nel 1270 e altre due volte nel 1280) le autorità ecclesiastiche avevano condotto un'inchiesta su questo presunto santo. Fu deciso alla fine di istruire un processo contro il Pungilupi, per accertare la sua adesione alla dottrina catara; toccò a Guido Capello concludere il processo con la condanna del Pungilupi, pronunciata il 22 marzo 1301. Il Capello ordinò che le ossa dell'eretico fossero dissepolte, bruciate e disperse e che il sarcofago di pietra, presso cui si diceva fossero avvenuti tanti miracoli, venisse distrutto.
Il 3 aprile 1304 papa Benedetto XI lo nominò vescovo di Ferrara al posto di Ottobono del Carretto, anche se era, a detta del cronista contemporaneo F. Pippini, "populo Ferrariensi invisum, sive odiosum". Secondo alcuni cronisti, la sua nomina sarebbe dovuta alle pressioni degli Estensi, signori di Ferrara.
Stemma: Spaccato semi partito d’argento di verde e di nero.

### Opere
L'opera principale del vescovo Capello è la Margarita Bibliae,  che fu dedicata a papa Clemente V. Scopo dell'opera è quello di dare una interpretazione storico-allegorica della Bibbia.